# Marc Blucas
Marcus P. Blucas, mais conhecido como Marc Blucas, (Pensilvânia, 11 de janeiro de 1972) é um ator norte-americano.

## Filmografia
| Ano  | Filme                                           | Personagem                    | Notas            |
| ---- | ----------------------------------------------- | ----------------------------- | ---------------- |
| 1996 | Eddie                                           | Knicks banco                  |                  |
| 1998 | Pleasantville                                   | Herói de basquete             |                  |
| 1999 | Os hábitos de acasalamento do Humano Earthbound | A Mulher do ex-namorado       |                  |
| 1999 | A Casa da Colina                                | Ator de Cinema período        | Cenas Excluídas  |
| 2001 | Jay e Silent Bob Strike Back                    | The Guy                       | Fred Jones sósia |
| 2001 | Summer Catch                                    | Miles Dalrymple               |                  |
| 2002 | We Were Soldiers                                | Segundo tenente Henry Herrick |                  |
| 2002 | Sunshine State                                  | Scotty Duval                  |                  |
| 2002 | They                                            | Paul                          |                  |
| 2003 | I Capture the Castle                            | Neil Cotton                   |                  |
| 2003 | Prey for Rock & Roll                            | Animal                        |                  |
| 2003 | View from the Top                               | Tommy Boulay                  |                  |
| 2003 | Um carrinho de vôo                              | Ben                           | Curta-metragem   |
| 2004 | The Alamo                                       | James Bonham                  |                  |
| 2004 | First Daughter (2004)                           | James Lamson                  |                  |
| 2006 | Thr3e                                           | Kevin Parson                  |                  |
| 2007 | Depois do sexo                                  | Christopher                   |                  |
| 2007 | The Killing Floor                               | David Lamont                  |                  |
| 2007 | O Clube de Leitura de Jane Austen               | Dean Drummond                 |                  |
| 2008 | Meet Dave                                       | Mark Rhodes                   |                  |
| 2008 | Animals                                         | Jarrett                       |                  |
| 2009 | Deadline                                        | David                         |                  |
| 2009 | Stay Cool                                       | Brad Nelson                   |                  |
| 2009 | Dublês                                          | Eligh Supreme                 |                  |
| 2009 | Mother and Child                                | Steven                        |                  |
| 2010 | Knight & Day                                    | Rodney                        |                  |
| 2011 | Red State                                       | ATF Sniper                    |                  |
| 2012 | Touchback (film)                                | Hall                          |                  |